# Wielki admirał

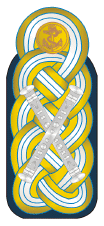
Naramiennik (pagon) Grossadmirała Kriegsmarine

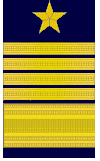
Oznaka mundurowa Grossadmirała Kriegsmarine

Grossadmiral (niem. Großadmiral tłum. Wielki Admirał, Admirał Wielki) – najwyższy stopień w wojskowych siłach morskich w korpusie admiralskim Marynarki Wojennej Rzeszy Niemieckiej (wyłączając Marszałka Rzeszy) oraz Marynarki Wojennej Monarchii Austro-Węgierskiej, porównywalny z feldmarszałkiem (Generalfeldmarschall) w wojskach lądowych (Heer) i powietrznych (Luftwaffe), niemający odpowiednika polskiego.
Pierwszym oficerem niemieckiej marynarki, który awansowany został do rangi wielkiego admirała był Hans von Koester. Nominacja miała miejsce 28 czerwca 1905 r. W obecnej niemieckiej marynarce wojennej stopień ten nie obowiązuje.

## Wielcy admirałowie

### Lista grossadmirałów
- Kaiserliche Marine
  - Wilhelm II Hohenzollern (3 maja 1900 – honorowy)
  - Hans von Koester (28 czerwca 1905)
  - Oskar II (13 lipca 1905 – honorowy)
  - Albert Wilhelm Heinrich von Preußen (4 września 1909)
  - Alfred von Tirpitz (27 stycznia 1911)
  - Henning von Holtzendorff (31 maja 1918)

- K.u.K. Kriegsmarine
  - Anton Haus (5 maja 1916)
  - Karol I Habsburg (1 października 1916)

- Kriegsmarine
  - Erich Raeder (1 kwietnia 1939)
  - Karl Dönitz (31 stycznia 1943)

### Marynarki wojenne innych państw
- Regia Marina, Grande Ammiraglio
  - Benito Mussolini (1924)
  - Paolo Thaon di Revel(inne języki) (4 grudnia 1924 – honorowy)

- Marina de Guerra del Perú (Peru), Gran Almirante del Perú
  - Miguel Grau (1967 – pośmiertnie)[potrzebny przypis]